# Langage de commande routier
Pour les articles homonymes, voir LCR.
Le langage de commande routier (LCR) est un langage de commande des équipements dynamiques routiers et de leurs systèmes informatiques.

## Historique
Le langage de commande routier a été créé dans les années 1980 d'abord pour répondre aux besoins fonctionnels du recueil de données de trafic du CRICR de Marseille. Puis les études menées pour définir ce langage ont intégré toutes les fonctions des systèmes de recueil de données automatiques, depuis les capteurs de trafic routier jusqu'aux ordinateurs centraux d'archivage, en passant par les stations de recueil et par les frontaux informatiques de communication.
C’est dans le cadre de la construction du réseau SIREDO en 1985 qu’a eu lieu la première application du LCR aux équipements dynamiques routiers, en l’occurrence les stations SOL1 puis SOL2 et les Modules d'Intercommunication (MI1).
Puis le projet MARIUS (de régulation automatique des autoroutes marseillaises) a permis l'extension, le test et la validation du LCR à la plupart des équipements dynamiques routiers utiles à la régulation et la surveillance du trafic et de son environnement: PMV, caméras vidéos, gestion des tunnels, Réseau téléphonique et radio d'appels d'urgence (RAU et BAU), matrices de commutation de la vidéo, stations météo, bassins de rétention, distributions électrique, etc.

## Fonctions
Au-delà de la simple expression syntaxique, le LCR est une modélisation fonctionnelle complète des équipements dynamiques ÉQUIDYN, car prenant en compte les besoins exprimés par les utilisateurs et bénéficiaires, et les contraintes technico-économiques formulées par les industriels.
De ce fait, chaque norme d'application du LCR à un équipement particulier constitue également une spécification fonctionnelle complète de l'équipement.
Le LCR est un langage très simple mais complet, en ligne de commande, par question - réponse dans une architecture client-serveur.
```
Exemple:
   Question:   DATE
   Réponse:    14/04/07 02:33:23!
```

Ce n'est donc pas un langage de programmation, mais plutôt un langage de communication, de pilotage d'automatisme et de télésurveillance, constitué de texte imprimable, qui correspond aux couches 6 et 7 du modèle OSI et peut être porté par n'importe quel protocole de couches basses de transmission.
Le LCR générique complet commun aux trois équipements - recueil routier, PMV, vidéo - a été normalisé par l'AFNOR en 1998. Une dizaine d'autres normes d'application du LCR, équipement par équipement, ont été ensuite publiées ou sont encore en chantier au sein de la commission CN08.